# Raïon de Homiel
Le raïon de Homiel (en biélorusse : Гомельскі раён, Homielski raïon) ou raion de Gomel (en russe : Гомельский район, Gomelski raïon) est une subdivision de la voblast de Homiel, en Biélorussie. Son centre administratif est la ville de Homiel, qui est elle-même indépendante du raïon.

## Géographie
Le raïon couvre une superficie de 2 094 km2. Il est traversé par la rivière Soj. Il est limité au nord par le raïon de Bouda-Kachaliova et le raïon de Vetka, à l'est par le raïon de Dobrouch, au sud par l'Ukraine (oblast de Tchernihiv) et le raïon de Loyew, à l'ouest par le raïon de Retchytsa.

## Population

### Démographie
Le raïon comptait 69 930 habitants en 2009, sans compter la ville de Homiel, qui est subordonnée à l'oblast et indépendante du raïon.
Les résultats des recensements de la population (*) font apparaître une baisse presque continue de la population depuis 1959. Ce déclin s'est accéléré dans les années 1990 :
| 1959*  | 1970*  | 1979*  | 1989*  | 1999*  | 2009*  |
| ------ | ------ | ------ | ------ | ------ | ------ |
| 82 136 | 83 381 | 81 293 | 79 628 | 75 002 | 69 930 |

### Nationalités
Selon les résultats du recensement de 2009, la population du raïon se composait de trois nationalités principales :
- 89,42 % de Biélorusses ;
- 6,82 % de Russes ;
- 2,52 % d'Ukrainiens.

### Langues
En 2009, la langue maternelle était le biélorusse pour 56,6 % des habitants et le russe pour 39,2 %. Le biélorusse était parlé à la maison par 21,1 % de la population et le russe par 72,05 %.

### Villages
Le raion comprend 186 villages, dont voici les principaux (population) :
| - Azdelinsky (1 286) - Bobovitchi (1 545) - Grabovka (1 821) - Davidovka (1 796) - Dolgolessye (1 881) - Eremino (7 575) - Ziabrovka (2 266) | - Krasnoïe (7 525) - Markovitchi (1 187) - Pokolioubitchi (5 900) - Pribor (1 877) - Pribytki (5 831) - Telechi (1 445) | - Terechkovitchi (2 690) - Terioukha (3 746) - Ouloukov (9 388) - Oritskoïe (3 652) - Tchionki (3 634) - Tcheretianka (1 304) |